# Göran Tode
Göran Torvald Tode, född 14 augusti 1938 i Sura församling i Västmanlands län, är en svensk militär.

## Biografi
Tode avlade officersexamen vid Krigsflygskolan 1960 och utnämndes samma år till fänrik vid Skaraborgs flygflottilj (F 7), där han befordrades till löjtnant 1962 och till kapten 1968. Åren 1964–1965, 1965–1966 och 1967–1969 var han chef för 73. attackflygdivisionen (Gustav Gul) vid F 7.[källa behövs] Han befordrades till major 1972, var stabsofficer vid Första flygeskadern (E 1) 1972–1979, befordrades till överstelöjtnant 1974 och var sektionschef vid E 1 1979–1982. Han befordrades till överste 1982 och var chef för Systemavdelningen JAS i Sektion 1 i Flygstaben 1982–1986, varpå han var chef för Västgöta flygflottilj (F 6) 1986–1989. År 1989 befordrades han till överste av första graden, varefter han var chef för Operationsledningen vid Försvarsstaben 1989–1993. Åren 1993–1998 tjänstgjorde han vid Militärhögskolan (från och med den 1 januari 1997 Försvarshögskolan): som chef för Operativa linjen 1993–1995, som ställföreträdande chef för skolan 1995–1997 och som chef för Operativa institutionen 1997–1998. Tode avgick ur Försvarsmakten 1998.
Göran Tode invaldes som ledamot av Kungliga Krigsvetenskapsakademien 1982.
Göran Tode är son till kyrkoherden Torgny Tode och dennes hustru Anna Andersson. Han gifte sig 1959 med Kerstin Söderström. Tillsammans fick de fem barn: Suzanne (Lolo), Ulf, Ulrika, Christina och Martin.